# 27 مارس
- السبت
- الأحد
- الاثنين
- الثلاثاء
- الأربعاء
- الخميس
- الجمعة

- 11 رمضان 1446  هـ
- 22 رمضان 1446  هـ
- 33 رمضان 1446  هـ
- 44 رمضان 1446  هـ
- 55 رمضان 1446  هـ
- 66 رمضان 1446  هـ
- 77 رمضان 1446  هـ
- 88 رمضان 1446  هـ
- 99 رمضان 1446  هـ
- 1010 رمضان 1446  هـ
- 1111 رمضان 1446  هـ
- 1212 رمضان 1446  هـ
- 1313 رمضان 1446  هـ
- 1414 رمضان 1446  هـ
- 1515 رمضان 1446  هـ
- 1616 رمضان 1446  هـ
- 1717 رمضان 1446  هـ
- 1818 رمضان 1446  هـ
- 1919 رمضان 1446  هـ
- 2020 رمضان 1446  هـ
- 2121 رمضان 1446  هـ
- 2222 رمضان 1446  هـ
- 2323 رمضان 1446  هـ
- 2424 رمضان 1446  هـ
- 2525 رمضان 1446  هـ
- 2626 رمضان 1446  هـ
- 2727 رمضان 1446  هـ
- 2828 رمضان 1446  هـ
- 2929 رمضان 1446  هـ
- 301 شوال 1446  هـ
- 312 شوال 1446  هـ
- 13 شوال 1446  هـ
- 24 شوال 1446  هـ
- 35 شوال 1446  هـ
- 46 شوال 1446  هـ

27 مارس أو 27 آذار أو يوم 27 \ 3 (اليوم السابع والعشرون من الشهر الثالث) هو اليوم السادس والثمانون (86) من السنة البسيطة، أو اليوم السابع والثمانون (87) من السنوات الكبيسة وفقًا للتقويم الميلادي الغربي (الغريغوري). يبقى بعده 279 يوما لانتهاء السنة.

## أحداث
- 1329 - البابا يوحنا الثاني والعشرون يصدر بياناً له في الجمهورية الدومينيكية الزراعية يدين بعض كتابات ميستر إكهرت باعتبارها هرطقة.
- 1513 - المستكشف الإسباني خوان بونثي دي ليون يصل إلى الطرف الشمالي من جزر البهاما في رحلته الأولى إلى ولاية فلوريدا.
- 1613 - أول طفل إنجليزي يولد في كندا في كوف كوبر، بجزيرة نيوفوندلاند لنيكولاس غي.
- 1625 - تشارلز الأول ملك إنجلترا يصبح ملكاً على إنجلترا وإسكتلندا وإيرلندا وكذلك يدّعي لقب ملك فرنسا.
- 1713 - إسبانيا توافق على التنازل عن جبل طارق.
- 1782 - ماركيز روكنغهام يصبح رئيس وزراء المملكة المتحدة.
- 1794 - حكومة الولايات المتحدة تؤسس قوة بحرية الولايات المتحدة الدائمة وتأذن ببناء ستة فرقاطات.
- 1794 - الدنمارك والسويد تشكلان الدولة الحيادية.
- 1854 - المملكة المتحدة تعلن الحرب على الإمبراطورية الروسية وذلك أثناء حرب القرم.
- 1924 - افتتاح جلسات المجلس التأسيسي في المملكة العراقية.
- 1933 - اليابان تنسحب من عصبة الأمم.
- 1941 - ثورة في يوغوسلافيا بزعامة جوزيف بروز تيتو.
- 1958 - نيكيتا خروتشوف يخلف نيكولاي بولجانين في زعامة الاتحاد السوفيتي.
- 1964 - زلزال في ألاسكا بقوة 8.4 على مقياس ريختر أدى إلى مقتل 118 شخص.
- 1973 - مارلون براندو يرفض تسلم جائزة الأوسكار بسبب سوء معاملة هوليوود والمجتمع الأمريكي للهنود الحمر.
- 1977 - اصطدام طائرتي جامبو أمريكية وهولندية في جزر الكناري، وأدى الحادث إلى مقتل 563 شخصًا.
- 1979 - اجتماع طارئ لوزراء خارجية الدول العربية في بغداد وفيه تقرر مقاطعة مصر وتجميد عضويتها في جامعة الدول العربية وقطع الخطوط الجوية مع القاهرة وذلك إحتجاجًا على معاهدة السلام التي وقعها الرئيس المصري محمد أنور السادات مع إسرائيل.
- 1996 - تعيين الشيخ محمد سيد طنطاوي شيخًا للأزهر.
- 1998 - إدراج عقار فياغرا من ضمن الأدوية الصالحة للاستعمال الآدمي من قبل هيئة العقاقير والأطعمة الأمريكية.
- 2000 - انطلاق قناة سبيستون للأطفال.
- 2001 - الولايات المتحدة تستخدم الفيتو ضد قرار لمجلس الأمن يدعو لإرسال مراقبين دوليين لحماية الفلسطينيين، وكان سببها للرفض أن القرار غير متوازن وغير قابل للتطبيق.
- 2002 -
  - ولي عهد السعودية الأمير عبد الله بن عبد العزيز يعلن بالقمة العربية المنعقدة في بيروت عن مبادرة للسلام بين العرب والإسرائيليين تقضي باعتراف كل الدول العربية بإسرائيل شرط انسحابها من الأراضي المحتلة حتى حدود 4 يونيو 1967.
  - الولايات المتحدة تدرج كتائب شهداء الأقصى في «اللائحة الأمريكية للمنظمات الإرهابية».
- 2004 - حركة حماس تعلن خالد مشعل رئيساً للحركة، خلفاً لمؤسسها أحمد ياسين استناداً للوائح الداخلية للحركة.
- 2009 - ملك السعودية عبد الله بن عبد العزيز يعين وزير الداخلية الأمير نايف بن عبد العزيز آل سعود نائبًا ثانيًا لرئيس مجلس الوزراء بالإضافة لمنصبه.
- 2014 - العاهل السعودي يعلن تعيين الأمير مقرن بن عبد العزيز آل سعود وليًا لولي عهد السعودية.
- 2015 - حركة الشباب المُجاهدين الصُّوماليَّة تُهاجم فُندق مكَّة المُكرَّمة في العاصمة مقديشو، مُتسببةً بمقتل 20 شخصًا بما فيهم مبعوثٌ دبلوماسيّ من الأُمم المُتحدة.
- 2016 -
  - الجيش السوري يستعيد السيطرة على مدينة تدمر التاريخية من يد تنظيم الدولة الإسلاميّة.
  - وقوع تفجير إرهابي في لاهور، بباكستان يؤدي لمقتل أكثر من 60 شخصاً وجرح 200 آخرين.
- 2022 - إعلان فوز حزب العمل الحاكم في مالطا برئاسة روبرت أبيلا بالأغلبية في الانتخابات العامة بنسبة 55.04%.
- 2023 - مقتل 38 شخصًا وإصابة 28 آخرين بجروح خطيرة بعدما نشب حريق في مركز سيوداد خواريز للمهاجرين في ولاية تشيواوا على الحدود بين الولايات المتحدة والمكسيك.

## مواليد
- 1785 - لويس السابع عشر، ملك فرنسا.
- 1845 - فيلهلم كونراد رونتغن، عالم فيزياء ألماني حاصل على جائزة نوبل في الفيزياء عام 1901.
- 1847 - أوتو فالاخ، عالم كيمياء ألماني حاصل على جائزة نوبل في الكيمياء عام 1910.
- 1857 - كارل بيرسون، عالم رياضيات إنجليزي.
- 1897 - دوكلاس هارتري، عالم رياضيات وفيزياء بريطاني.
- 1899 - غلوريا سوانسون، ممثلة أمريكية.
- 1901 - إيساكو ساتو، رئيس وزراء اليابان حاصل على جائزة نوبل للسلام عام 1974.
- 1912 - جيمس كالاهان، رئيس وزراء المملكة المتحدة.
- 1926 - ضياء الدين داوود، سياسي مصري.
- 1927 -
  - حسن عبد السلام، مخرج مسرحي مصري.
  - مستيسلاف روستروبوفيتش، قائد أوركسترا روسي.
- 1941 -
  - سعد الله ونوس، مسرحي سوري.
  - إيفان غاشباروفيتش، رئيس سلوفاكيا.
- 1942 - جون سالستون، طبيب بريطاني حاصل على جائزة نوبل في الطب عام 2002.
- 1950 - أنتون أوندروس، لاعب كرة قدم سلوفاكي.
- 1954 - بوران درخشندة، مخرجة ومنتجة أفلام وكاتبة سيناريو إيرانية.
- 1955 - ماريانو راخوي، رئيس وزراء إسبانيا.
- 1958 - مطرب فواز، ممثل سعودي.
- 1960 - هانس بفلوغلر، لاعب كرة قدم ألماني.
- 1963 - كوينتن تارانتينو، ممثل ومخرج أمريكي.
- 1969 - باسكال مشعلاني، مغنية لبنانية.
- 1970 -
  - ماريا كاري، مغنية أمريكية.
  - إليزابيث ميتشيل، ممثلة أمريكية.
- 1971 - ناثان فيليون، ممثل كندي.
- 1972 - جيمي فلويد هاسلبانك، لاعب كرة قدم هولندي.
- 1974 - غازيكا مندييتا، لاعب كرة قدم إسباني.
- 1982 - كندة علوش، ممثلة سورية.
- 1986 - مانويل نوير، حارس مرمى كرة قدم ألماني.
- 1988 - بريندا سونغ، ممثلة أمريكية.
- 1992 -
  - مارك مونيسا، لاعب كرة قدم إسباني.
  - ملاك الصراف، ممثلة كويتية.
- 1997 - ليسا منوبان، مغنية راب تايلندية.

## وفيات
- 1482 - ماري دوقة بورغونيا.
- 1625 - جيمس الأول، ملك إنجلترا.
- 1770 - جامباتيستا تييبولو، رسام إيطالي.
- 1967 -
  - ياروسلاف هايروفسكي، عالم كيمياء تحليلية تشيكي حاصل على جائزة نوبل في الكيمياء عام 1959.
  - عدنان الراوي، شاعر عراقي.
- 1968 - يوري جاجارين، رائد فضاء سوفيتي، وهو أول إنسان في العالم يسافر إلى الفضاء الكوني.
- 1972 - إيشر، رسام هولندي.
- 1980 - إدريس محمد جماع، شاعر سوداني.
- 2003 - محمد توفيق، ممثل مصري.
- 2005 - أحمد زكي، ممثل مصري.
- 2006 -
  - خالد النفيسي، ممثل كويتي.
  - ستانيسواف لم، كاتب بولندي.
- 2007 - بول لاوتربر، عالم كيمياء أمريكي حاصل على جائزة نوبل في الطب عام 2003.
- 2017 - علي نايفة، مهندس ميكانيكي أردني من أصول فلسطينية.
- 2020 - جورج سيدهم، ممثل مصري.
- 2021 - جزاء الحربي، شاعر كويتي.
- 2022 - أياز مطلبوف، أول رئيس لجمهورية أذربيجان.

## أعياد ومناسبات
- يوم النصر في أنغولا.
- اليوم العالمي للمسرح.

## وصلات خارجية
- النيويورك تايمز: حدث في مثل هذا اليوم.
- BBC: حدث في مثل هذا اليوم.